# Klaus-Peter Ritter
Klaus-Peter Ritter (* 9. Januar 1964) ist ein ehemaliger deutscher Eishockeyspieler und derzeitiger -trainer, der während seiner aktiven Laufbahn unter anderem für den SV Bayreuth und EHC 80 Nürnberg in der 2. Bundesliga gespielt hat.

## Karriere
Klaus-Peter Ritter erlernte das Eishockeyspiel beim damaligen Nürnberger Eishockeyverein SG Nürnberg, welcher im Jahre 1979 Insolvenz anmeldete. Seit Gründung des Nachfolgevereins EHC 80 Nürnberg im Jahre 1980 gehörte er als Jugendspieler dem Verein an, bevor er 1981 als 17-Jähriger in die erste Mannschaft wechselte. Bis zum Jahre 1986 gelang es der Mannschaft regelmäßig aufzusteigen, bevor er über den ERSC Amberg zum damaligen 2.-Bundesligisten SV Bayreuth wechselte. Weitere Spielerstationen waren der 1. EV Weiden, die Mighty Dogs Schweinfurt sowie die Blue Lions Leipzig.
Ritter ist vor allem aufgrund seiner Schnelligkeit und seines ausgeprägten Torinstinkts bekannt. Er gehört sowohl zu den besten zehn Scorern, als auch zu den besten zehn Torschützen der EHC80-Geschichte. Nach Ende der Saison 2008/2009 beendete er seine aktive Karriere als Spieler. Seit 2009 arbeitet er als Nachwuchstrainer beim EHC 80, unter anderem als Cheftrainer der U8-Mannschaft.